# Swat the Crook
Swat the Crook è un cortometraggio muto del 1919 di cui non si conosce il nome del regista. Il film, di genere comico, fu interpretato da Harold Lloyd, Snub Pollard, Bebe Daniels, Sammy Brooks.

## Distribuzione
Distribuito dalla Pathé Exchange, il film - un cortometraggio in una bobina - uscì nelle sale degli Stati Unitit il 15 giugno 1919. La Pathé Consortium Cinéma lo distribuì in Francia l'11 gennaio 1924 con il titolo Palace modèle.